# Eschweilera hondurensis
Eschweilera hondurensis är en tvåhjärtbladig växtart som beskrevs av Paul Carpenter Standley. Eschweilera hondurensis ingår i släktet Eschweilera och familjen Lecythidaceae. Inga underarter finns listade i Catalogue of Life.